# Viktor Labský
Viktor Labský (* 13. prosince 1951 Brno) je česko-kanadský publicista, překladatel, tlumočník a spisovatel.

## Životopis
Dětství a mládí prožil v Praze, kde roku 1970 maturoval na SVVŠ. Měl zájem o studium romanistiky, o dějiny umění a muzikologii. Nakonec byl přijat na Fakultu sociálních věd a publicistiky Univerzity Karlovy, z níž se v roce 1972 stala Fakulta žurnalistiky. Během studií získal na Filosofické fakultě UK tři státní zkoušky z jazyků (ruština, angličtina, italština). Promoval v roce 1975.
Ve sdělovacích prostředcích nenašel uplatnění, živil se jako staniční dělník na Hlavním nádraží v Praze a externě spolupracoval s hudební redakcí Československého rozhlasu.
V roce 1977 byl promován doktorem filosofie za disertační práci Publicistická, vědecká a popularizační činnost V. V. Štecha.
V roce 1978 se odstěhoval do Liberce, kde pracoval jako referent a lektor cizích jazyků. Jeho problémy s komunistickým režimem se však vyhrotily natolik, že se roku 1983 rozhodl pro emigraci.
Po osmiměsíčním pobytu v Itálii ho přijala Kanada. Již v roce 1984 vyhrál konkurs na místo redaktora a hlasatele československé redakce Radio Canada International v Montrealu. Zapojil se také jako stálý dopisovatel do činnosti exilového dvouměsíčníku Západ a připravoval knihu příběhů z emigrace pro nakladatelství manželů Škvoreckých 68 Publishers v Torontu.
Pod názvem Vysoké salto západním směrem s pravotočivým vrutem a nejistým dopadem ji vydalo nakladatelství Atribut v roce 1998.
Po zrušení čs. redakce Radio Canada International ho začátkem roku 1993 přijala jako redaktora a hlasatele česká redakce Hlasu Ameriky ve Washingtonu D.C. Setrval v ní pouze půldruhého roku a vrátil se zpět do Kanady, kde se zapsal na studium účetnictví na Univerzitě McGill v Montrealu. Absolvoval v nejkratší možné době roku 1997 a ihned získal místo ve federálním berním úřadu Revenue Canada. Od roku 2000 pracoval pro stejný úřad jako daňový auditor.
V roce 2001 po teroristickém útoku na Ameriku vydal soubor kvazi-reportáží z New Yorku pod názvem Dva vykřičníky Apokalypsy.
Na základě svých cest po Kanadě, Spojených státech, Mexiku a Polynésii napsal tři desítky povídek a novel jak v češtině, tak angličtině. Řadu z nich uveřejnil časopisecky.
Rozhodující bylo setkání s českým vydavatelem Michalem Huvarem, v jehož nakladatelství Carpe diem vyšly postupně tyto soubory:
- Rozcestí mimo civilizaci (2007)

- Milníky mimo civilizaci (2009)

- Trips out of Civilization (2012)

Zájem o dějiny Vikingů na New Foundlandu ho přivedl k napsání historické novely pro mládež Drakkar (Carpe diem, 2013).